# Жорж Дар'єн
Жорж Дар'єн (фр. Georges Darien; 6 квітня 1862 — 19 серпня 1921) — французький письменник, народився і помер в Парижі.
Жорж Іполит Адрієн (справжне ім'я) відомий як письменник-анархіст. Майже забутий після смерті, хоча за життя їм захоплювалися такі письменники, як Альфред Жаррі, Альфонс Алле чи Андре Бретон, він був знову відкритий у 1950-х роках видавцем Жаном Жаком Повером, який опублікував його найвідоміший роман: Le voleur (Злодій).